# Anri Sala
Anri Sala né en 1974 à Tirana est un plasticien albano-français, surtout connu pour ses vidéos.

## Biographie
Anri Sala habite à Berlin.
En 2013, il a représenté la France à la Biennale de Venise.

## Expositions

### Expositions monographiques
2000
- Fondation De Appel, Amsterdam.

2001
- Galerie Chantal Crousel, Paris.

2002
- Galerie Hauser & Wirth, Zürich.
- Programa, Mexico.
- OPA (artist run space), Guadalajara, Mexique.

2003
- Blindfold, galerie Johnen and Schöttle, Cologne.
- Kunsthalle Wien, Vienne.
- Castello di Rivoli, Turin, Italie.

2004
- Alfonso Artiaco, Naples.
- Anri Sala - Wo sich Fuchs und Hase gute Nacht sagen, Deichtorhallen, Hambourg.

2005
- Dammi i Colori, DAAD-Galerie, Berlin.
- Videos, musée Boijmans Van Beuningen, Rotterdam.
- Long Sorrow, Fondation Nicola Trussardi, Milan.

2011
- No Formula One No Cry, The Promenade Gallery, Vlora.
- Anri Sala, Serpentine Gallery, Londres[1].

2013
- Ravel Ravel UnRavel, pavillon français, Biennale de Venise[2].

2016
- Anri Sala: Answer Me, New Museum of Contemporary Art, New York[3].

### Expositions collectives
1995
- Tunnel 95, National Gallery, Tirana.
- Spring 95, First Prize, National Gallery, Tirana.
- Symposium Kultur Kontakt, Kunsthaus Horn, Horn.

1997
- Ostrenanije-97, Video Festival, Bauhaus, Dessau.

1999
- After the wall, Moderna Museet, Stockholm.
- Albanischer Pavillon, 47. Biennale de Venise.

2000
- Galerie Johnen and Schöttle, Cologne (avec Martin Boyce (en)).
- Galerie Rüdiger Schöttle, Munich (avec Torsten Slama).
- Media City Seoul 2000, Seoul Metropolitan Museum, Séoul.
- Geographies : Darren Almond – Graham Gussin – Anri Sala, galerie Chantal Crousel, Paris.
- voilà- le monde dans la tête, musée d'Art moderne de la ville de Paris.
- Manifesta 3, Ljubljana.
- The world in mind, ARC, musée d'Art moderne de la ville de Paris.
- Wie Weg - Disappeared, Association for Contemporary Art, Graz.
- Wider Bild Gegen Wart. Positions to a political discours, Raum Aktueller Kunst, Vienne.
- Man muss ganz schön viel lernen, um hier zu funktionieren, Association d'art de Francfort, Francfort-sur-le-Main.

2001
- Biennale de Berlin.
- Biennale de Yokohama.
- Believe, Westfälischer Kunstverein, Münster.
- Biennale de Tirana.

2002
- El aire es azul – the air is blue, Maison-atelier de Luis Barragán, Mexico.
- Missing Landscape, galerie Johnen and Schöttle, Cologne.
- In Search of Balcania, Graz.
- The mind is a horse, Bloomberg Space, Londres.
- Geschichte(n), Salzburger Kunstverein, Salzbourg.
- Haunted by Details, DeAppel, Amsterdam.
- Cardinales, Museo de Arte Contemporáneo de Vigo, Vigo.

2003
- Fast Forward, Museum für Neue Kunst, Karlsruhe.
- In den Schluchten des Balkan - Eine Reportage, Kunsthalle Fridericianum, Cassel.
- Dreams and Conflicts: the Dictatorship of the Viewer, Biennale de Venise.
- Die Erfindung der Vergangenheit, Pinakothek der Moderne, Munich.
- Hardcore, vers un nouvel activisme/towards a new activism, palais de Tokyo, Paris.
- Witness, The Curve, Barbican Centre, Londres.

2004
- Delay, musée Boijmans Van Beuningen, Rotterdam.
- Situations construites, attitudes espace d'arts contemporains, Genève.
- Utopia station: auf dem weg nach porto alegre, Haus der Kunst, Munich.
- Time Zones: Recent Film and Video, Tate Modern, Londres.
- Point of View - An Anthology of the Moving Image, UCLA Hammer Museum, Los Angeles.
- Point of View: An Anthology of the Moving Image, New Museum of Contemporary Art, New York.
- Terminal 5 In 2004, TWA Flight Center (actuel Jetblue Terminal 5) à l'aéroport JFK de New York.

2005
- Situated Self, musée d'Art contemporain de Belgrade.

2009
- Closer, Beirut Art Center, Beyrouth.

## Filmographie

### Courts-métrages
- 1998 : Intervista - finding the words.
- 1999 : Quelle histoire ?
- 1999 : Nocturnes.

### Longs-métrages
- 2011 : 1395 Days Without Red.

## Récompenses
- Vincent Award (2014).
- Absolut Art Award (2011)[4].
- Prix de jeune artiste (Young Artist Prize) à la 49e Biennale de Venise (2001).
- Prix Gilles Dusein, Paris (2000).
- Prix du meilleur film documentaire au Filmfest de Tirana (2000).